# Civis Medienstiftung
Die CIVIS Medienstiftung ist ein Unternehmen mit Sitz in Köln.
Gesellschafter der gemeinnützigen sind der Westdeutsche Rundfunk WDR, stellvertretend für die ARD und die Freudenberg Stiftung.
Die Organisation möchte zur interkulturellen Verständigung und zur europäischen Integration beitragen, indem sie die Arbeit der elektronischen Medien auf diesen Themenfeldern begleitet. Sie übernimmt die Organisation und Durchführung des Europäischen CIVIS-Medienpreises für Integration und kulturelle Vielfalt in Europa. Dieser zeichnet jährlich europäische Programmleistungen zum Thema im Film, Fernsehen, Radio und Internet aus. CIVIS will die elektronischen Medien in Deutschland und Europa für die Themen Integration, kulturelle Vielfalt und gesellschaftlicher Zusammenhalt sensibilisieren und das friedliche Zusammenleben in der europäischen Einwanderungsgesellschaft fördern.
Der Österreichische Rundfunk, die SRG SSR, die Deutsche Welle, das Deutschlandradio, die Fernsehsender ARTE, 3sat, Phoenix und die Europäische Rundfunkunion sind Medienpartner des Preises.
Die Beauftragte der Bundesregierung für Migration, Flüchtlinge und Integration, die Agentur der Europäischen Union für Grundrechte, die WDR mediagroup, die Verwertungsgesellschaft der Film- und Fernsehproduzenten und die Allianz Deutscher Produzenten – Film & Fernsehen sind Kooperationspartner des Preises.
Die Schirmherrschaft für den Preis hat das Europäische Parlament inne.
Mit Medien- und Programmkonferenzen bietet CIVIS ein internationales Debattenforum. Die Organisation begleitet als mediales Netzwerk für Migration, Integration und kulturelle Vielfalt in Europa die unter anderem die mediale Meinungsbildung zu relevanten gesellschaftspolitischen Fragen der europäischen Einwanderungsgesellschaft.
Gründungsgeschäftsführer ist Michael Radix. Seit 1. April 2020 ist Ferdos Forudastan Geschäftsführerin.
Vorsitzender des Kuratoriums ist der Intendant des Westdeutschen Rundfunks Tom Buhrow. Die Mitglieder des CIVIS-Kuratoriums sollen die Anliegen der Organisation öffentlichkeitswirksam vertreten.
Vorsitzende des Programmbeirates ist die Programmdirektorin des Deutschlandradios Jona Teichmann. Der Programmbeirat hat beratende Aufgaben.

## Geschichte
2003 erfolgte die Gründung der Organisation. Sie führt die seit 1987 bestehenden CIVIS Preise zum „ARD Medienpreis CIVIS für Hörfunk und Fernsehen“ zusammen. Gesellschafter sind der Westdeutsche Rundfunk und die Freudenberg Stiftung. Gründungsgeschäftsführer war Michael Radix. Seit 1. April 2020 ist Ferdos Forudastan Geschäftsführerin.
1987 wird der CIVIS Preis als „ARD-Fernsehpreis für Verständigung mit Ausländern“ von der Beauftragten der Bundesregierung für Ausländerfragen gemeinsam mit der ARD unter Federführung des Westdeutschen Rundfunks sowie der Freudenberg Stiftung gegründet. Stifterin des Preises ist die Freudenberg Stiftung. Seit 1997 wird ein eigenes CIVIS Büro außerhalb des WDR etabliert.
Der CIVIS-Preis wird seit 1988 jährlich ausgeschrieben – zunächst als Fernsehpreis, 1989 folgte ein Hörfunkpreis, seit  1995 ergänzt durch einen Jugendvideopreis. Ende der 1990er Jahre erfolgte die Umbenennung in „Leben in der kulturellen Vielfalt – Achtung des Anderen“.
Seit 2000 erhielt der bis dahin ausschließlich deutsche Preis eine europäische Dimension mit dem „CIVIS Europe“ und dem „CIVIS Jugendvideowettbewerb“.
2003 wurden die Preise zum „ARD Medienpreis CIVIS für Hörfunk und Fernsehen“ zusammengeführt, seit 2007 wurde dieser in  „Europäischer CIVIS Medienpreis für Integration und kulturelle Vielfalt“ umbenannt. Bis 2014 gibt es gleichzeitig eine nationale Auswertung mit der Vergabe des „Deutschen CIVIS Medienpreises“.
Die Preise werden kontinuierlich weiterentwickelt und in einer jährlich stattfinden Preisverleihung vergeben. Die TV-Gala wird im Fernsehen, Radio und Internet übertragen.
Seit 2003 fanden die Preisverleihungen im Schloss Bellevue in Berlin, im Europäischen Parlament Brüssel, im Europäischen Parlament Straßburg, auf der Burg in Ljubljana, dem Deutschen Bundestag (Paul-Löbe-Haus), und im Auswärtigen Amt in Berlin statt.
Angesichts der Corona-Pandemie werden die Preisverleihungen 2020, 2021 und 2022 jeweils im Rahmen einer Fernsehsendung in Köln aufgezeichnet. Die Veranstaltungen werden via Livestream übertragen sowie linear im Fernsehen ausgestrahlt.

## CIVIS Medienkonferenzen und CIVIS Dialoge
1999 und seit 2005 (kontinuierlich) wurden Medienkonferenzen und Tagungen veranstaltet. Die Debatten versteht diese als „Instrumente der Selbstreflexion von Medienschaffenden und ihres Dialogs mit der Gesellschaft als ganzer.“
Die erste gemeinsam von CIVIS, dem WDR und der Europäischen Stelle zur Beobachtung von Rassismus und Fremdenfeindlichkeit (EUMC) veranstaltete europäische Medienkonferenz „Kulturelle Vielfalt – gegen Rassismus“ fand in Köln statt. Ergänzt wurde die Medienkonferenz durch die Fernsehdiskussion „Mitten im Krieg“, die auf die Probleme der Kriegsberichterstattung im Kosovo einging.
Seit 2005 organisierte die CIVIS Medienstiftung internationale Medien- und Programmkonferenzen.
- 1999 Medienkonferenz „Kulturelle Vielfalt – gegen Rassismus“ (Köln)
- 2005 Darstellung und Perspektiven der Einwanderungsgesellschaft (Berlin)[5]
- 2006 EBU-Medienkonferenz zur Migration und Integration in Europa (Essen)[6]
- 2007 Festveranstaltung „20 Jahre CIVIS“ (Weinheim)[7]
- 2008 Programm für Alle! Die Einwanderungsgesellschaft in den Medien (Bonn)[8]
- 2009 Religion, Demokratie und Medien (Wien)[9]
- 2011 Integrative soziale Stadtgesellschaft (Basel)

### Das neue deutsche WIR
- 2016 Das neue deutsche WIR | Deutschland verändert sich (Berlin)[10]
- 2017 Festveranstaltung „30 Jahre CIVIS“ (Europäisches Parlament)
- 2017 Das neue deutsche WIR | German Angst (Berlin)[11]
- 2018 Das neue deutsche WIR | Ausbruch aus der Krise? (Berlin)[12]
- 2019 Das neue deutsche WIR | MEDIEN REVOLUTION: Wer spricht denn da? (Berlin)[13]
- 2020 „Mehr Ich wagen?“  Über die Bedeutung von Identität im Journalismus (online)[14]
- 2021 „Vertrauenssachen“ Zum Einfluss etablierter Medien auf ihre Akzeptanz (online)[15]
- 2022 Journalismus und Social Media: Betreibende oder Getriebene? (online)[16]

## Struktur
Die Organisation ist durch die Gremien Gesellschafterversammlung, Kuratorium und Programmbeirat organisiert. Gesellschafter sind der Westdeutsche Rundfunk, stellvertretend für die ARD, und die Freudenberg Stiftung GmbH.

### Kuratorium
- Tom Buhrow (Vorsitzender)
- Stefan Raue (stellvertretender Vorsitzender)
- Reem Alabali-Radovan
- Minu Barati-Fischer
- Frank Elstner
- Andreas Freudenberg
- Naika Foroutan
- Pia Gerber
- Joachim Knuth
- Peter Limbourg
- Gilles Marchand
- Katrin Neukamm
- Stefanie Schneider
- Mohsen Sohi
- Katja Wildermuth
- Roland Weißmann

### Programmbeirat
- Jona Teichmann (Vorsitzende)
- Ulf Köhler (stellvertretender Vorsitzender)
- Thomas Baumann
- Ellen Ehni
- Helge Fuhst
- Tina Hassel
- Manuela Kasper-Claridge
- Oliver Köhr
- Georg Mascolo
- Anja Reschke
- Schiwa Schlei
- Peter Schöber
- Bakel Walden
- Gualtiero Zambonini (Ehrenmitglied)